# فيزياء الكوكب (موقع ويب)
فيزياء الكوكب (بالإنجليزية: PlanetPhysics)‏ هو مجتمع افتراضي مع العديد من المواقع على شبكة الإنترنت بدعم من منظمة غير هادفة للربح مسجلة في الولايات المتحدة الأمريكية، بياناته مفتوحة وطريقة الاستعراض «النظير إلى نظير» وهو يهدف إلى جعل الفيزياء، والرياضيات، والمعرفة متاحة بشكل أكبر للمعاقين، وكذلك لمواصلة تطوير مفاهيم الفيزياء الحاسوبية والرياضية.

## وصلات خارجية
- الموقع